# 小行星29825
小行星29825（29825 Dunyazade）是一颗绕太阳运转的小行星，为主小行星带小行星。该小行星于1999年2月发现。

## 轨道参数
小行星29825的轨道半长轴为387 500 817 km（2.5902461 UA），离心率为0.141。